# Maktdelningsprincipen
Maktdelningsprincipen, maktfördelningsläran, är en doktrin som innebär att den offentliga makten i en stat konstitutionellt fördelas på olika maktpoler, för att dessa ska uppväga och utöva kontroll över varandra i syfte att förhindra maktmissbruk. Maktdelningsprincipen är ett fundamentalt begrepp i moderna parlamentariska demokratier och är en av dess grundvalar. Sverige och andra nordiska länder är del av några få länder som inte tillämpar en maktdelningsprincip, då dessa istället tillämpar en folksuveränitetsprincip vilken innebär att all offentlig makt utgår från folket (RF 1:1) och där folkets representanter i riksdagen har den slutgiltiga makten i samtliga frågor, detta då den lagstiftande och dömande makten i praktiken utgår ifrån parlamentet. USA är ett land med en tydlig maktdelning och där principen om denna har fått ett stort genomslag.

## Montesquieu och maktdelningens historia

### Maktdelning under antiken
Aristoteles som var lärjunge till Platon och därmed också förde ett arv vidare från Sokrates utvecklande Platons syn på staten som byggde på att bevara en tänkt urstat och lade ett historiskt perspektiv på konstitutioner. Aristoteles beskriver hur stadsstaterna från att ha styrts av som primitiva kungadömen i händerna på envåldshärskare utvecklats till mogna och fullfjädrade republiker. Det, menar han, var bra och gott vid en tidpunkt och utvecklingsstadium där antalet dygdiga individer var begränsat men hade spelat ut sin roll.

### Modern tid
Den franska politiska upplysningsfilosofen Charles de Secondat de Montesquieu (1689-1755) anses vara den som utvecklade den tredelade maktdelningen, den s.k. trias politica, men tanken framträder tydligt hos hans föregångare Samuel Rutherfords Lex, Rex (1644) och hos John Locke. 
I Montesquieus stora arbete Om lagarnas anda framställer han sin doktrin om maktdelning, och förklarar dess nödvändighet utifrån historiska och samtida statsbildningar. Verket bygger på analyser av olika statsskick, orsaken till ofrihet, politiska misslyckanden och staters fall, utifrån ett tredelat maktbegrepp: verkställande makt, lagstiftande makt och dömande makt. Han slår utifrån sina analyser fast att en monarki som verkställande men begränsad makt är att föredra framför rena folkstyrelser, eftersom det senare inte skulle innebära en maktdelning. Framför allt Romerska republiken analyseras, och perioder av denna har varit föredömlig enligt Montesquieus mening. Idén till maktdelning får Montesquieu när han analyserar den brittiska statsmakten, och ibland betraktas England som hans influens. Det är också där parlamentarismen uppstår.
Maktdelning på olika sätt hade emellertid förekommit sedan antiken, men vad Montesquieu gjorde var att ge fenomenet en vetenskaplig teori med tillhörande terminologi samt förklara varför maktdelning är det bästa styrelseskicket. Grundtankarna och terminologin är fundamental för demokratibegreppet, även för dem som inte delar hans syn på monarki.

## Maktdelningens principer
I Montesquieus efterföljd indelas traditionellt statsmaktens fält i tre delar: den verkställande makten (vanligen regering eller president), den lagstiftande makten (vanligen ett parlament eller en kongress) och den dömande makten (ett domstolsväsen) — dessa instanser skall sinsemellan vara oberoende för att uppfylla kriterierna på maktdelning. 
Central för denna princip är en materiell konstitutionalism, det vill säga att det skall finnas en skriven grundlag och att staten legitimeras och manifesteras genom denna lag, enligt kontraktualismen. De flesta länder i västvärlden har numera en sådan skriven grundlag (med Storbritannien som notabelt undantag). I grundlagen skall vidare de olika maktinstanserna regleras, deras befogenheter och skyldigheter klargöras, samt individens friheter säkras. 
En huvudsaklig målsättning med maktdelning är att motverka despotism och diktatur, och att verka för nationell maktbalans, genom ett samhällsfördrag. Om någon medlem i en instans missbrukat sin makt skall den personen i idealfallet avsättas, straffas, eller varnas. Därför brukar maktdelningen inbegripa kontrollbefogenheter, till exempel i form av riksrätt, riksrevision, eller i ett utskott i parlamentet. I praktiken spelar massmedierna en betydelsefull roll genom att upplysa medborgare om maktmissbruk, så att medborgarna i allmänna val kan visa sitt missnöje eller samtycke till fortsatt förtroende för makthavarna.

## Horisontell och vertikal maktdelning
Montesquieus maktdelning kallas ofta för horisontell maktdelning. En annan maktdelning, som delar den nationella, regionala och lokala makten kallas vertikal maktdelning. En decentraliserad stats vertikala maktdelning kan som i Sverige ta sig uttryck genom att riksdag, region och kommun separeras.

## Maktdelning, demokrati och folksuveränitet
Sedan politikens fält under 1900-talet vuxit och i flera länder kommit att närma sig den privata sfären med sociala frågor, har stater modifierat och förändrat maktdelningen i sina styren. Maktdelning ställs numera ibland i motsats till parlamentarismen. Jörgen Hermansson i ”Om att tämja folkmakten”, Maktdelning (SOU 1999:76), beskriver Sveriges system som motsats till den maktdelning som är förefintlig i USA, och menar att Sverige i sin parlamentarism inte har annat än en arbetsfördelande maktdelning; maktdelningen är inte lika renodlad som i USA. Den dömande makten har en starkare roll i presidentstyren, i och med att det finns en författningsdomstol. I presidentstyren manifesteras maktdelningen genom att de tre maktområdena har var sitt oberoende organ vilka även har till uppgift att kontrollera och balansera varandra. Mot denna traditionella definition av maktdelning, ställer Hermansson begreppet i ljuset av maktspridning genom valsystem, proportionellt valsystem som till exempel Sverige har, kontra det majoritetsvalssystem som finns i till exempel USA, och resonerar för att en sådan renodlad maktdelning som USA har inte är en nödvändig förutsättning för demokratin. Den avgörande skillnaden ligger i ansvarsutkrävandet som är lägre i parlamentariska system.
Hermansson beskriver även hur maktdelningens konstitutionalism och krav på rättssäkerhet kan komma i konflikt med folksuveränitetsprincipen. Så tolkar även Sven-Ola Lindeberg grundlagen — att all makt utgår från folket är enligt honom oförenligt med maktdelning. I USA, vars grundlag brukar framhållas som urtypen för en konstitution som bygger på maktdelning, menas tvärt om att både folksuveränitetsprincipen och maktdelning är deras grundval, och att dessa båda principer är kompatibla eftersom folket delegerar sin makt genom representativ demokrati. Att parlamentarism skulle av nödvändighet utesluta maktdelning, har också vederlagts av Cameron och Falleti vid American Political Science Association (2004), där Storbritannien menas ha en maktdelning, men utan checks-and-balances som kännetecknar USA. Enligt denna uppfattning uppstod felläsningen av Montesquieu vid tillkomsten av USA:s konstitution och av politiska skäl.
Mot bakgrund av teorier som Hermansson delvis redogör för, diskuterar Joakim Nergelius i samma utredning som denne, och hävdar att i Sverige har folksuveränitetsprincipen, tvärt emot andra västerländska länder, stipulerats i grundlagen till att gälla all offentlig makt på ett direkt sätt, varför det vuxit fram en skepsis mot att den dömande makten skall växa sig för stark. Detta bör inte belysas genom att demokratin kan tolkas utifrån ett individ- eller samhällsperspektiv. Maktdelning, menar Nergelius, handlar om förhållandet mellan offentliga organ, och om att fastställa gränsen för statens makt mot individens friheter. 
I USA anses maktdelningsprincipen vara en garanti mot egenmäktighet, tyranni och envälde, och därmed en av demokratins mest centrala förutsättningar. Om principen innebär att folkviljan underkuvas, är maktdelningen ändå lika ovedersäglig som demokratin.